# Rebecka Svensson

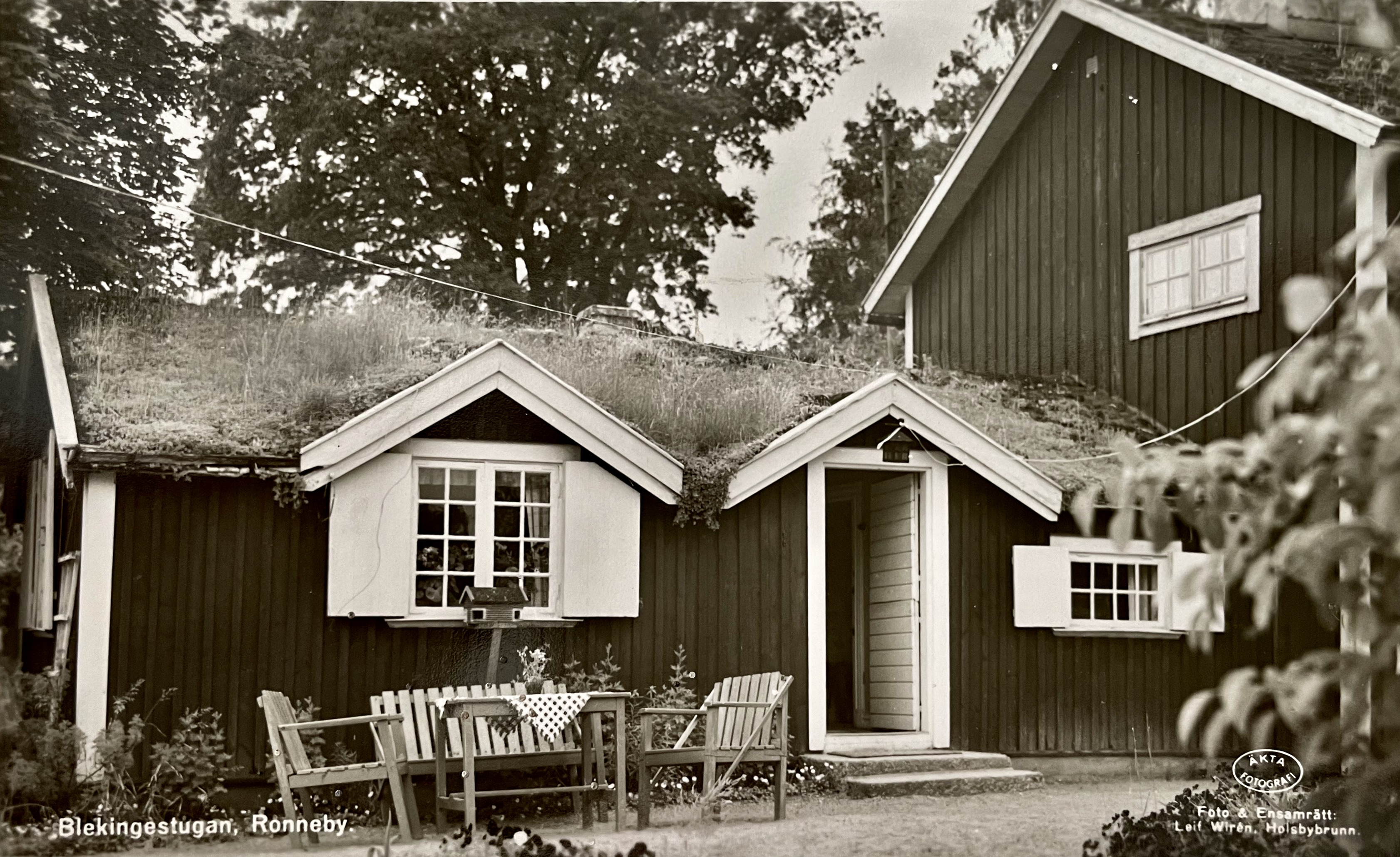
Blekingestugan vid Silverforsen omkring 1950.

Rebecka Svensson, född i en stuga vid Silverforsen i Sörby i Ronneby den 17 maj 1879, död på samma plats den 29 januari 1954, var en svensk föreningsaktiv kvinna i Ronneby, som senare kom att bli känd för sin brevväxling med författaren och poeten Dan Andersson.

## Biografi
Rebecka Svensson växte upp i en blekingestuga från 1730-talet som flyttats till Silverforsen i Ronneby på 1860-talet. Hon var dotter till emaljarbetaren Sven Gustafsson (f. 1828) och Carolina Olsdotter (f. 1840). Hennes mor födde nio barn och hon var det åttonde barnet.
Redan som ung arbetade hon inom nykterhetsrörelsen och arbetarrörelsen. Hon var ansluten till templarorden Vesperklockan och representerade Socialdemokraterna inom kommunalpolitiken. IOGT-NTOs kursgård på Aspan i Ronneby kom till på hennes initiativ. År 1945 var hon engagerad för de från koncentrationslägren i Tyskland återvändande norrmännen och danskarna som stannade till i Ronneby.
Bland verdandister i Kallinge hade det blivit tradition, att fira gökotta vid Silverforsen i Sörby. Vid ett tillfälle fann de till sin häpnad, att ett annat sällskap nykterister redan hade hunnit före dem till forsen. Värdinnan vid kaffestället – Rebecka Svensson som tillhörde Vesperklockan – hade nämligen samlat sina vänner för gökotta på platsen. De båda grupperna beslutade då, att slå ihop sina gökotter, för att sjunga och spela sig samman till ömsesidig glädje.
På Templarordens kongress i Sundsvall den 1 juli 1912, där hon var kongressombud, mötte hon ombudsmannen och skalden Dan Andersson för första gången. Mot slutet av 1912 började en brevväxling dem emellan, som pågick till maj 1918. Dan Anderssons 117 brev finns bevarade hos Falu stadsbiblioteks samlingar, medan Rebecka Svenssons inte återfunnits. I förordet till Dan Andersson-sällskapets utgåva av hans brev framgår hennes betydelse för honom:
"I närmaste samband med urvalssvårigheterna står att urvalet dels helt domineras av breven till Rebecka Svensson, dels också företer en stor övervikt för de tidiga breven, från 1914 och 1915, då Dan Andersson förefaller att ha varit mest trägen som brevskrivare."
Rebecka Svensson hade ett stort nätverk inom det tidiga 1900-talets kulturella och politiska kretsar genom sitt engagemang i nykterhetsrörelsen och arbetarrörelsen. Hon hade nära kontakter med personer som Fabian Månsson, Kata Dahlström, Hinke Bergegren, Ragnar Jändel, Ernst Wigforss, Ture Nerman och Dan Andersson, som alla besökte henne vid Silverforsen. 
Svensson skrev själv dikter och prosa och fick boken "Dikter och dialoger" utgiven 1913. Hon skrev även artiklar i Morgonbris, 1912 och 1917.
Rebecka Svensson avled den 29 januari 1954 i stugan vid Silverforsen. Hon är begravd på Bredåkra begravningsplats.

## Blekingestugan vid Silverforsen

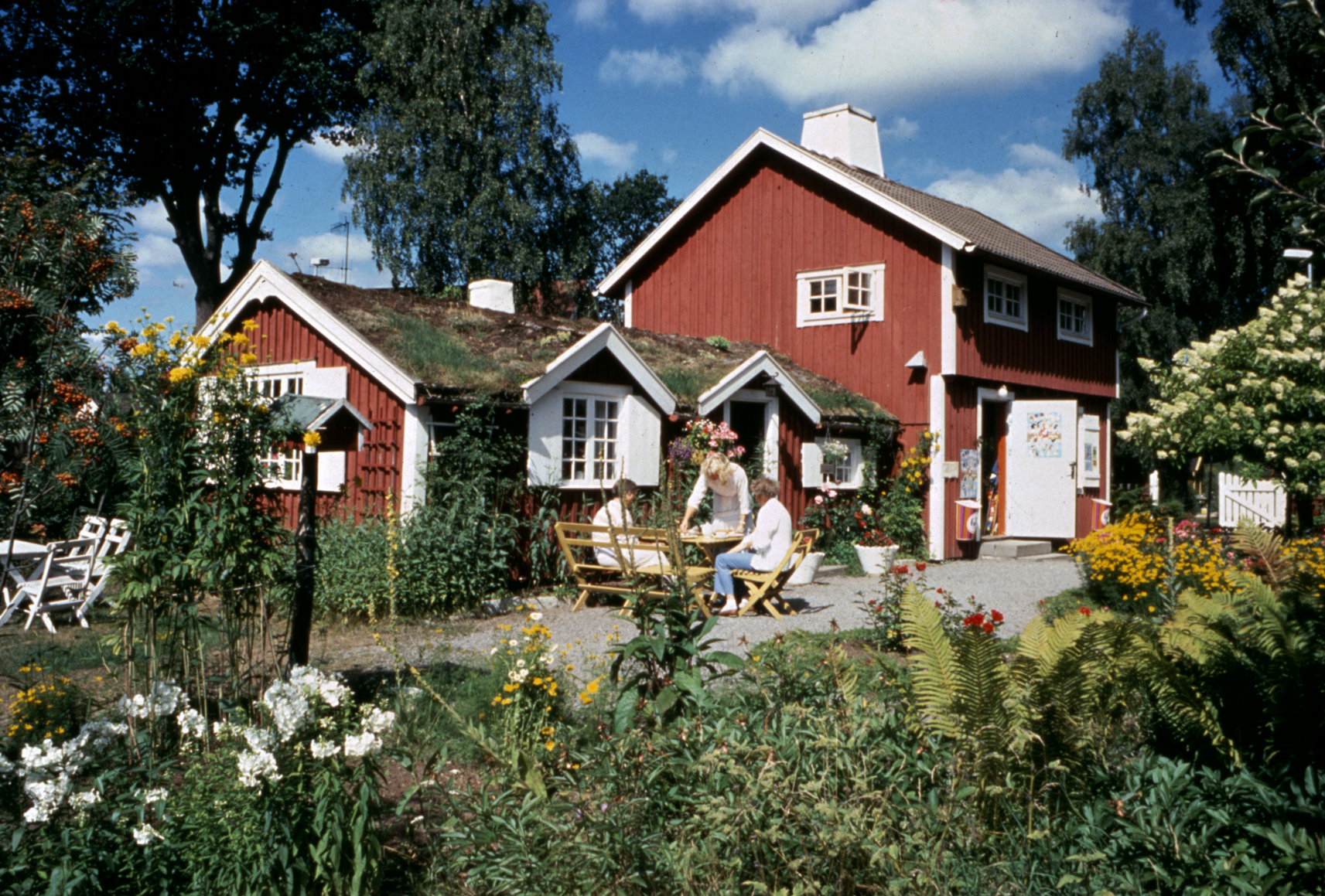
Silverforsens kaffestuga 2018.

Från 1930-talet till 1954 drev Rebecka Svensson ett sommarkafé med kulturarrangemang i Blekingestugan vid Silverforsen. Stugan testamenterades 1951 av Rebecka Svensson till Ronneby stad med förhoppningen, att den även i framtiden skulle vara en plats dit ortens befolkning kunde komma och finna ro och glädje. Så skedde också, och efter hennes död 1954 har det varit fortsatt kaféverksamhet med kulturevenemang i Blekingestugan.
År 2011 sålde Ronneby kommun stugan till en privatperson, som driver verksamheten vidare i Rebecka Svenssons anda.